# McEwensville
McEwensville és una població dels Estats Units a l'estat de Pennsilvània. Segons el cens del 2000 tenia 314 habitants.

## Demografia
Segons el cens del 2000, McEwensville tenia 314 habitants, 116 habitatges, i 83 famílies. La densitat de població era de 1.212,4 habitants/km².
Dels 116 habitatges en un 38,8% hi vivien nens de menys de 18 anys, en un 62,1% hi vivien parelles casades, en un 6,9% dones solteres, i en un 28,4% no eren unitats familiars. En el 21,6% dels habitatges hi vivien persones soles el 7,8% de les quals corresponia a persones de 65 anys o més que vivien soles. El nombre mitjà de persones vivint en cada habitatge era de 2,71 i el nombre mitjà de persones que vivien en cada família era de 3,07.
Per edats la població es repartia de la següent manera: un 32,8% tenia menys de 18 anys, un 6,4% entre 18 i 24, un 29,9% entre 25 i 44, un 16,6% de 45 a 60 i un 14,3% 65 anys o més.
L'edat mediana era de 31 anys. Per cada 100 dones de 18 o més anys hi havia 95,4 homes.
La renda mediana per habitatge era de 35.500 $ i la renda mediana per família de 39.250 $. Els homes tenien una renda mediana de 28.125 $ mentre que les dones 21.250 $. La renda per capita de la població era de 15.309 $. Entorn del 4,8% de les famílies i el 6,9% de la població estaven per davall del llindar de pobresa.

## Poblacions més properes
El següent diagrama mostra les poblacions més properes.